# Paracles vulpeculata
Paracles vulpeculata är en fjärilsart som beskrevs av Paul Dognin 1907. Paracles vulpeculata ingår i släktet Paracles och familjen björnspinnare. Inga underarter finns listade i Catalogue of Life.